# لنکفورد کورنر (ویرجینیا)
لنکفورد کورنر (به انگلیسی: Lankford Corner) یک منطقهٔ مسکونی در ایالات متحده آمریکا است که در شهرستان لنکستر، ویرجینیا واقع شده‌است.